# RPCS3
RPCS3 es un emulador y depurador de software de código abierto para PlayStation 3. Fue desarrollado en el lenguaje de programación C++ y cuenta con OpenGL y Vulkan como renderizadores. A 2021 se ejecuta en los sistemas operativos Windows, Linux y FreeBSD, lo que permite que los juegos y el software de PlayStation 3 se reproduzcan y depuren en una computadora personal.
En marzo de 2022, la lista de compatibilidad marcaba 2142 juegos como jugables y 910 juegos que, si bien pueden ser jugados, presentan errores gráficos o de rendimiento.

## Desarrollo
RPCS3 fue creado inicialmente el 23 de mayo de 2011 por los programadores DH y Hykem. Los desarrolladores inicialmente alojaron el proyecto en Google Code y eventualmente se movió a GitHub el 27 de agosto de 2013. El emulador primero fue capaz de ejecutar con éxito proyectos simples de homebrew en septiembre de 2011 y obtuvo su primer lanzamiento público en junio de 2012 con la versión 0.-0.0.2.

## Requisitos
Hay un conjunto de requisitos mínimos para que se ejecute el emulador. A partir del 29 de diciembre de 2017, los usuarios deben ejecutar una versión de 64 bits de Windows 7, Windows 8 (o Windows 8.1), Windows 10, una distribución moderna de Linux o una distribución moderna de BSD. Se requieren al menos 4 GB de RAM, una CPU X86-64 y una GPU que admita OpenGL 4.3 o superior. La API de Vulkan también es compatible, y se recomienda una GPU que admita Vulkan. Para ejecutar realmente el emulador, se requiere Microsoft Visual C++ 2017 redistribuible (en Windows), el firmware de PlayStation 3 y juegos o aplicaciones. Como los juegos y las aplicaciones se pueden instalar en la PS3 emulada, el requisito de almacenamiento depende de lo que esté instalado.

## Implementaciones notables
El 9 de febrero de 2017, RPCS3 recibió su primera implementación de un programador de subprocesos PPU. El 16 de febrero de 2017, RPCS3 obtuvo la capacidad de instalar el firmware oficial de PlayStation 3 directamente en su sistema de archivos principal.
En mayo de 2017 se informó que la implementación de la API de gráficos Vulkan había mostrado algunas mejoras de rendimiento que se acercaban al 400%, lo que llevó a varios juegos a un estado «jugable».

## Recepción
En marzo de 2014, William Usher, de Cinema Blend, escribió: «Muchos jugadores pensaron originalmente que la complejidad de la arquitectura Cell de la PlayStation 3 habría evitado que se emulara». En marzo de 2014, Elio Cossu de Eurogamer escribió "La emulación, incluso en una etapa tan temprana, fue un logro notable, teniendo en cuenta la complejidad del hardware de la PS3".

### Aviso legal de Atlus
RPCS3 recibió mucha atención de los medios en abril de 2017 por su capacidad para emular Persona 5, dando la posibilidad de jugarlo antes de la fecha de lanzamiento en Occidente. En septiembre de 2017, el desarrollador de Persona, Atlus, emitió un aviso de eliminación de DMCA contra la página de Patreon de RPCS3. El motivo de la demanda se debió a que la página de Patreon hacía frecuentes menciones sobre el progreso de la emulación de Persona 5. Finalmente, la demanda se resolvió con la eliminación de todas las referencias de Persona 5 de la página.